# チャンス (1979年の映画)
『チャンス』（Being There）は、1979年のアメリカ合衆国のコメディ映画。監督はハル・アシュビー、出演はピーター・セラーズ、シャーリー・マクレーン、メルヴィン・ダグラスなど。ニーチェの『ツァラトゥストラはかく語りき』を下敷きにしたジャージ・コジンスキーの1970年の小説『庭師 ただそこにいるだけの人』（旧日本語題：予言者）をコジンスキー自ら脚色。
愚者が山から下り教師となって、エンディングではツァラトゥストラに則り超人となってしまう。それになぞらえた主人公を取り巻く人々の姿を20世紀後半のワシントンD.C.を舞台に活写した。
スティーヴン・ジェイ・シュナイダーの『死ぬまでに観たい映画1001本』に掲載されている。

## ストーリー
テレビから「未完成交響曲」の演奏が放送されている。知的障害があって読み書きが出来ず、仕事以外の時間はテレビばかり見て過ごしている庭師のチャンスは、物心ついた頃から住み込みで働いてきた屋敷の当主の死を知らされるが、その意味を理解出来ないでいる。メイドのルイーズからは年上の女性と結婚しなさいよと忠告され、当主の代理人の弁護士から命じられて、今まで外に出たことがなかった屋敷から出されてしまうことになった。
チャンスは町に出てさ迷い歩いていたところ、歩道際で高級車に脚を挟まれてしまい、乗っていた美しいイヴから脚の治療をイヴの自宅ですることを勧められる。名前を問われて「庭師のチャンスです」と答えるが、「チャンシー・ガーディナー」という姓名であると勘違いされる。イヴの家では、病気療養中の夫であり経済界の大立者であるベンジャミンとも知り合うことになる。自動車に挟まれたことによる脚の怪我について、ベンジャミンの主治医であるロバート医師から「今回のことに関して賠償請求をする積りはあるか」と訊かれ、チャンスは「請求？何のことだか分からない」と答え、医師を安心させた。
ベンジャミンはチャンスを、その古風で丁寧な物腰もあり、事業に失敗して財産を失った実業家であると早合点し、チャンスによる単なる庭の手入れや植物の生長の話を「経営者は庭師みたいなものだ」とマクロ経済の話と誤解し、不況下の米国を立て直す暗喩であると考え、大統領や財界人に彼を紹介する。大統領はチャンスの発言を楽観的な政治的アドバイスと誤解し、その後の演説の中でチャンシー・ガーディナーの名前を出すことになる。チャンスは周囲の注目を集め始め、テレビのトーク・ショーに出演し、樹木が育つには季節があるなどという庭師の言葉が誤解され、幅広い人気を得る。ベンジャミンの代理でイヴ同伴で出席した夕食会でソ連大使の隣に座った際も、チャンスはユーモアと捉えられる軽妙な受け答えをし、また、大使の言うロシア語のジョークを分かったふりをして一緒に笑うことなどにより、一層の信頼感を醸し出していく。ロバート医師はチャンスの純朴さに違和感を覚え、チャンスは賢人などではなく、彼の経歴が不明なことも別の要因によるものとの疑念を深めていくが、チャンスがベンジャミンの最後の日々をいかに幸福なものにしているかを考慮し、その疑念をベンジャミンに伝えることはしなかった。ベンジャミンもチャンスのおかげで死が怖くなくなったと言い、イヴと共にその人間的魅力に益々惹かれて行く。再生不良性貧血により自宅で長患いをしてきたベンジャミンはまた、2人が近しくなるのを好ましくも感じていた。大統領の補佐官たちやメディアは、チャンスに関する情報が無いので調べ回るが何も出てこず、CIAかFBIが経歴を消した大物だと思わせる。或る夜、寝室でテレビを見ているチャンスにイヴが言い寄るが、「私は(テレビを)見たいだけなんだ」と返されたのを誤解し、自慰行為を行う。
その後、ベンジャミンが死去する際、チャンスはベンジャミンから「イヴを頼む」と言われる。ベンジャミンの臨終後、チャンスも死の意味を理解して涙を流す。そして、チャンスはロバート医師から「あなたは本当の庭師なのですね」と訊かれ、それを認めた。
大統領が弔辞を読む中、ベンジャミンと親しかった政財界の大物たちが葬儀の棺を運ぶ際、再選の見込みが無い現職の大統領に代えてチャンスを次期大統領候補へと祭り上げる方針が決まっていく。一方、そんな話に無頓着なチャンスは池の上を歩いて（水上を歩く奇跡を行ったというイエス・キリストの引用）去っていく。ベンジャミンの「人生とは心の姿なり」という遺言が響く。

## キャスト
| 役名                       | 俳優                     | 日本語吹替 | 日本語吹替                                        |
| 役名                       | 俳優                     | テレビ朝日版 | TBS版                                             |
| -------------------------- | ------------------------ | --- | ------------------------------------------------- |
| チャンス                   | ピーター・セラーズ       | 佐野浅夫 | 納谷六朗                                          |
| イブ・ランド               | シャーリー・マクレーン   | 小原乃梨子 | 宗形智子                                          |
| ベンジャミン・ランド       | メルヴィン・ダグラス     | 巖金四郎 | 大木民夫                                          |
| 大統領（ボビー）           | ジャック・ウォーデン     | 島宇志夫 | 神山卓三                                          |
| ロバート・アレンビー医師   | リチャード・ダイサート   | 原田一夫 | 塚田正昭                                          |
| ウラジミール・スクラピノフ | リチャード・ベースハート | 平林尚三 | 峰恵研                                            |
| ルイーズ                   | ルース・アタウェイ       | 中島喜美栄 | 島美弥子                                          |
| トーマス・フランクリン     | デイヴィッド・クレノン   | 石丸博也 | 牛山茂                                            |
| サリー・ヘイズ             | フラン・ブリル           | 潘恵子 | 叶木翔子                                          |
| ジョアンナ・フランクリン   | デニス・デュバリー       | |                                                   |
| オーブリイ夫人             | ジョージン・ホール       | 荘司美代子 |                                                   |
| カウフマン                 | ジェームズ・ノーブル     | 若本紀昭 |                                                   |
| 不明 その他                | N/A                      | 小野丈夫 石井敏郎 藤城裕士 亀井三郎 笹岡繁蔵 田口昴 山田俊司 滝沢久美子 山田礼子 二又一成 小林通孝 鈴木泰明 亀山助清 山口健 山田栄子 秋山るな 頓宮恭子 | 小島敏彦 田原アルノ 小関一 島香裕 辻親八 達依久子 |
|                            |                          | |                                                   |
| 演出                       | 演出                     | 左近允洋 | 河村常平                                          |
| 翻訳                       | 翻訳                     | 篠原慎 | 島伸三                                            |
| 効果                       | 効果                     | PAG | リレーション                                      |
| 調整                       | 調整                     | 栗林秀年 | 荒井孝                                            |
| 制作                       | 制作                     | グロービジョン | 東北新社                                          |
| 初回放送                   | 初回放送                 | 1982年10月24日 『日曜洋画劇場』 |                                                   |

## エンディング
- 通常、映画の最後の場面では音楽を流しながらスタッフや出演者の名前を流し画面がやがて暗くなる方式をとる。しかし、本作では冒頭で背景を意図的に乱した画像に「A HAL ASHBY FILM」という表示を入れ、それに続く形で病人の格好をしたセラーズが本人でさえ笑ってしまうようなせりふ（白人に対する差別語であるhonkyという言葉も使われている）を途中で笑わずに話せるようになるまでの様子を入れている。時間は約3分半。
- 2009年『チャンス 30周年記念版』（DVD及びブルーレイ）が発売された。ブルーレイ版の映像特典には劇場公開版とは異なる「もう一つのエンディング」が含まれ、一種ハッピーエンドになっている。同映像特典中の「イリアナ・ダグラス、“チャンス”を語る」（DVDと共通）で、メルヴィン・ダグラスの孫娘であり、当時の撮影現場を見学したイリアナ・ダグラスが劇場公開版エンディングになった経緯などについても触れている。

## 関連情報
- ソ連大使との会話で出てくる「クルイロフの寓話」は、イヴァン・クルイロフ（Иван Андреевич Крылов）の「寓話」を指している。クルイロフは反体制の思想を「イソップの言葉」で表現し、真実を屈折させ自分の感情を隠しながら、真実を語る手法を編み出したと言われている。
- ワシントン・ポスト社のシーンで、経済部長の後ろで書類をチェックしている白髪の男がハル・アシュビー監督である。
- 英語タイトルの「Being There」は、ドイツの哲学者マルティン・ハイデッガーの未完の主著『存在と時間』から採られている。
- チャンスが屋敷を出てワシントンの中心街に向かうシーンでは、リヒャルト・シュトラウスの交響詩『ツァラトゥストラはこう語った』（1896年）をブラジル出身のジャズピアニストのデオダートがアレンジした曲が流れる。
- 受賞
  - 米アカデミー賞
    - 助演男優賞 - メルヴィン・ダグラス
    - ノミネート 主演男優賞 - ピーター・セラーズ

  - ゴールデングローブ賞
    - 映画部門 主演男優賞 - ピーター・セラーズ
    - 映画部門 助演男優賞 - メルヴィン・ダグラス
    - ノミネート
      - 映画部門 作品賞
      - 監督賞 - ハル・アシュビー
      - 脚本賞 - ジャージ・コジンスキー

  - 第45回ニューヨーク映画批評家協会賞
    - 助演男優賞 - メルヴィン・ダグラス

  - 第5回ロサンゼルス映画批評家協会賞
    - 助演男優賞 - メルヴィン・ダグラス（『或る上院議員の私生活』と共に）

  - 英国アカデミー賞
    - 脚本賞 - ジャージ・コジンスキー

## 関連作品
- 『群衆 (1941年の映画)』 フランク・キャプラ監督